# Pstrokatka pomarańczowoczerwona

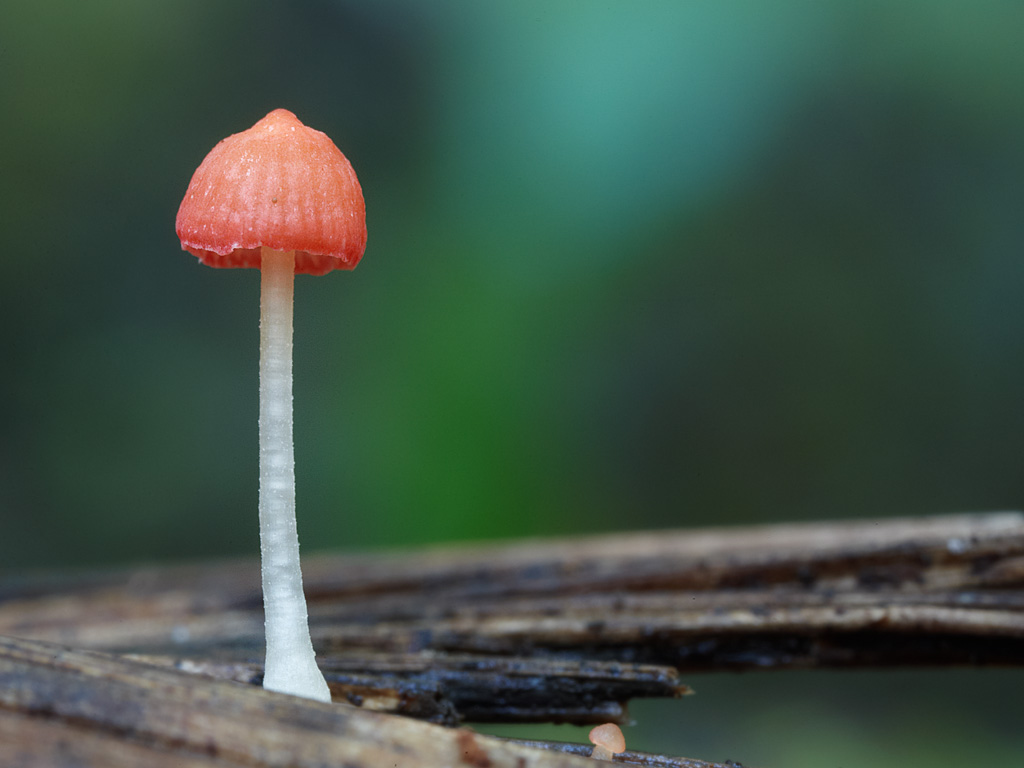

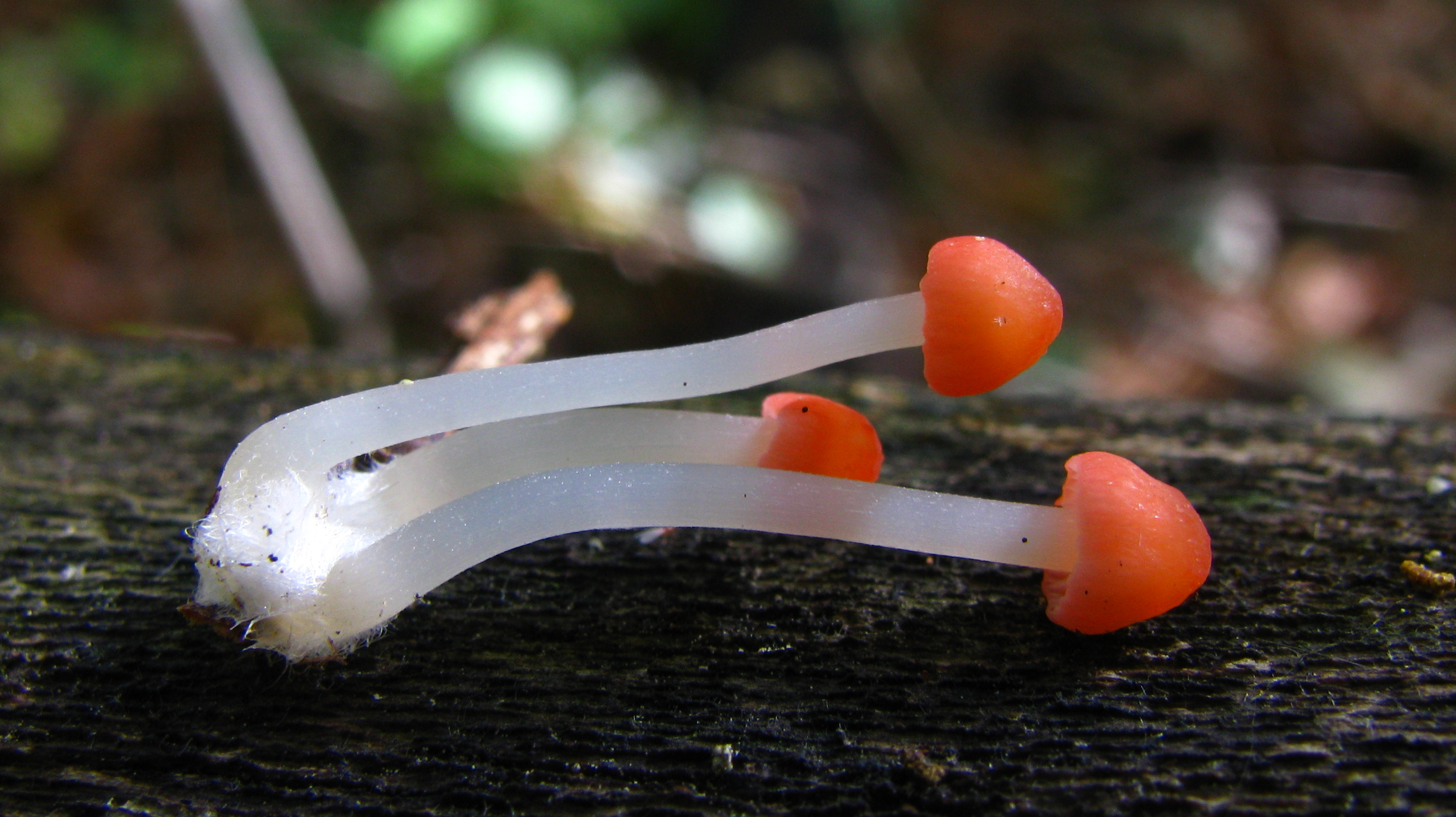

Pstrokatka pomarańczowoczerwona (Atheniella adonis (Bull.) Redhead, Moncalvo, Vilgalys, Desjardin & B.A. Perry) – gatunek grzybów należący do rzędu pieczarkowców (Agaricales).

## Systematyka i nazewnictwo
Pozycja w klasyfikacji według Index Fungorum: Atheniella, Mycenaceae, Agaricales, Agaricomycetidae, Agaricomycetes, Agaricomycotina, Basidiomycota, Fungi.
Po raz pierwszy takson ten zdiagnozował w 1791 r. Jean Baptiste Bulliard nadając mu nazwę Agaricus adonis. W 1821 r. S.F. Gray przeniósł go do rodzaju Mycena. W 2012 r. mykolodzy Moncalvo, Vilgalys, Desjardin i B.A. Perry stwierdzili jednak, że pewne cechy wskazują na przynależność tego gatunku do rodziny twardzioszkowatych. Utworzyli nowy rodzaj Atheniella i nadali gatunkowi obecną, uznaną przez Index Fungorum nazwę.
Synonimy naukowe:

- Agaricus adonis Bull. 1793
- Agaricus adonis Bull. 1793 var. adonis
- Agaricus adonis var. viridis Pers. 1801
- Agaricus floridulus Fr. 1838
- Collybia floridula (Fr.) Gillet 1876
- Hemimycena adonis (Bull.) Singer 1943
- Marasmiellus adonis (Bull.) Singer 1951
- Marasmiellus floridulus (Fr.) Singer 1951
- Mycena adonis (Bull.) Gray 1821
- Mycena adonis (Bull.) Gray 1821 var. adonis
- Mycena adonis var. variegata Singer 1947
- Mycena floridula (Fr.) Quél. 1877
- Mycena floridula f. evanida Malençon ex Robich 2009
- Mycena floridula (Fr.) P. Karst. 1877 f. floridula
- Mycena rubella Quél. 1884

Władysław Wojewoda w 2003 r. zaproponował nazwę grzybówka pomarańczowoczerwona. Jednak po przeniesieniu taksonu do rodzaju Atheniella nazwa polska stała się niespójna z nazwą naukową. W 2025 r. Komisja ds. Polskiego Nazewnictwa Grzybów Polskiego Towarzystwa Mykologicznego zarekomendowała używanie nazwy pstrokatka pomarańczowoczerwona.

## Morfologia
Kapelusz
Średnica 0,5–1,2 cm, wysokość 0,4–0,8 cm. Kształt początkowo dzwonkowato=-stożkowaty, potem spłaszczony, zazwyczaj z niewielkim garbkiem. Powierzchnia naga, gładka. higrofaniczna. W stanie wilgotnym jest różowokoralowa i błyszcząca, w stanie suchym matowa, wyblakła i różowopomarańczowa. U młodych okazów barwa jest intensywniejsza, niż u starych. Brzeg równy, prosty lub odgięty i do połowy kapelusza słabo prążkowany.
Blaszki
Dość gęste, wąskie, nierównej długości, przy trzonie zatokowato wycięte. Blaszek głównych est ich 14-16, pomiędzy nimi występują krótsze międzyblaszki. Barwa bladoróżowa, ostrza białe.
Trzon
Wysokość 2–4 cm, grubość 0,1–0,2 cm, cylindryczny, pusty w środku, prosty, kruchy. Jest przezroczysty, barwy białawej, tylko pod kapeluszem zaróżowiony. Pokryty jest skąpo drobnymi białymi włoskami.
Miąższ
Bardzo cienki i wodnisty, bez smaku i bez zapachu.
Cechy mikroskopowe
Zarodniki wąskoelipsoidalne, nieamyloidalne, o rozmiarach 6–7 × 3–3,5 μm, Podstawki 4–zarodnikowe o rozmiarach 20–22 × 6–7 μm. Obficie występują cheilocystydy i pleurocystydy. Są podobne kształtem i mają rozmiar 40–58 × 10–15 μm.
Gatunki podobne
Wśród gatunków występujących w Polsce najbardziej podobna jest grzybówka różowawa (Mycena rosella). Rośnie głównie na igliwiu i ma jaśniejszą barwę, w odcieniu różowym.

## Występowanie i siedlisko
Zanotowano występowanie tego gatunku w Ameryce Północnej, Europie, Azji i Australii. W Polsce podano liczne stanowiska na terenie całego kraju, ale jest rzadki. Znajduje się na Czerwonej liście roślin i grzybów Polski. Ma status R – gatunek potencjalnie zagrożony z powodu ograniczonego zasięgu geograficznego i małych obszarów siedliskowych.
Naziemny grzyb saprotroficzny. Owocniki pojawiają się pojedynczo lub w niewielkich grupkach od lipca do listopada. Rośnie w lasach iglastych i liściastych wśród mchów i torfowców, głównie pod świerkami, sosnami i modrzewiami.